# Ivana Božilović
Ivana Božilović (serbisch-kyrillisch Ивана Божиловић; * 28. September 1977 in Belgrad, Jugoslawien) ist eine serbisch-amerikanische Schauspielerin und Model. Sie wuchs auf in Crystal Lake, Illinois, USA.
Sie hatte kleine Rollen in Filmen wie Eins, zwei, Pie – Wer die Wahl hat, hat die Qual, Party Animals – Wilder geht’s nicht! und die Hochzeits-Crasher.
Am 5. Juli 2008 heiratete sie den ehemaligen The-Bachelor-Star Andrew Firestone. Sie ist Mutter von zwei Kindern.

## Filmografie
- 2000: Eins, zwei, Pie – Wer die Wahl hat, hat die Qual (100 Girls)
- 2000: 3 Engel für Charlie (Charlie’s Angels)
- 2001: Jack & Jill (Fernsehserie, eine Folge)
- 2001: Just Shoot Me – Redaktion durchgeknipst (Just Shoot Me!, Fernsehserie, eine Folge)
- 2002: Party Animals – Wilder geht’s nicht! (National Lampoon’s Van Wilder)
- 2003: Hotlines (Fernsehserie)
- 2005: Die Hochzeits-Crasher (Wedding Crashers)